# Bengt Gabrielsson Oxenstierna
Bengt Gabrielsson Oxenstierna (1623—1702) var en svensk greve og diplomat, søn af Gabriel Bengtsson Oxenstierna.
Efter fleraarige Udenlandsrejser
begyndte han sin diplomatiske Bane med 1648
at gøre Tjeneste ved den store Fredskongres i
Osnabrück og udnævntes 1652 til Præsident i
det Wismar’ske Tribunal. Efter Karl Gustaf’s
Tronbestigelse blev O., som kunde glæde sig
ved Kongens stedse voksende Tillid, optaget af
forsk. diplomatiske og administrative Hverv.
Bl.a. var han en af Fredskommissærerne i
Oliva 1657. Ogsaa Formynderregeringen
benyttede ham paa ledende Poster, som
Generalguvernør i Livland, som Sveriges Legat i
Tyskland m. m., og 1676 udnævntes han til en af de
sv. Ambassadører paa den store Fredskongres
i Nijmegen; her forberedte han den Sveriges
Overgang til Frankrigs Modparti, der fulgte
efter Freden. Efteraaret 1680 overdrog Kongen
hele Ledelsen af de udenrigske Anliggender til
O. i Egenskah af Kancellipræsident med den
eneste Forskrift at sørge for Fredens
Opretholdelse. Ved et ualmindeligt Maal af Klogskab
og Forsigtighed lykkedes det ham i næsten 20
Aar at fyldestgøre denne Kongens Forskrift.
Hans ledende politiske Principper var stadigt
Venskab med Sømagterne (England og Holland)
og Kejseren samt en nær Forbindelse med det
holstenske Hus som Støtte lige over for
Danmark. Det fr. Parti i Raadet søgte vel at
modarbejde hans Politik, men for det meste
uden Held. Ved sit Testamente havde Karl XI
indsat O. til en af Formynderne for Karl XII;
men i denne ny Regering hefandt han sig ofte
i Minoritet. Kun i det holstenske Spørgsmaal
vandt han en afgjort Sejr, idet man besluttede
paa Sveriges Vegne at afgive bestemte
Erklæringer til Gunst for Hertugen. Ikke ugerne saa
O. derfor Karl XII’s Myndighedserklæring, idet
han haabede derved at vinde større Indflydelse.
Om denne Forhaabning end i det hele slog fejl,
beholdt han dog sit Embede, og det lykkedes
ham endog at vinde Kongen for sin Opfattelse
i mange vigtige Spørgsmaal. Med dyb
Bekymring saa han Kongens Krigslyst og hævede, om
end forgæves advarende sin Røst ved de nye
Farer og tog med Iver Ordet for Antagelse af fjendens fredstilbud.